# 瑞典共和协会

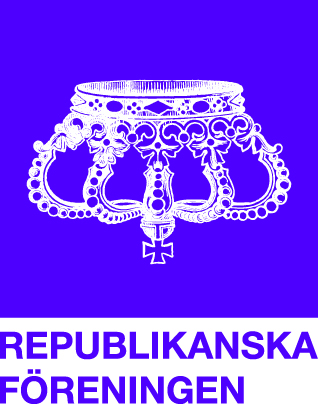
瑞典共和协会标志

瑞典共和协会（瑞典語：Republikanska föreningen）是瑞典的一个政治组织，主张废除瑞典的君主制政体，按照芬兰模式建立共和制政体。该组织成立于1997年，现任主席为尼克拉斯·马尔姆贝里（2023年上任）。该组织有6548名成员。